# Superdirektiv
Superdirektiv är ett grammatiskt kasus som anger någonting påtill, fram till eller i. Det kan också markera det språk som används. Kasuset förekommer i lezginska.